# Julia Bremermann

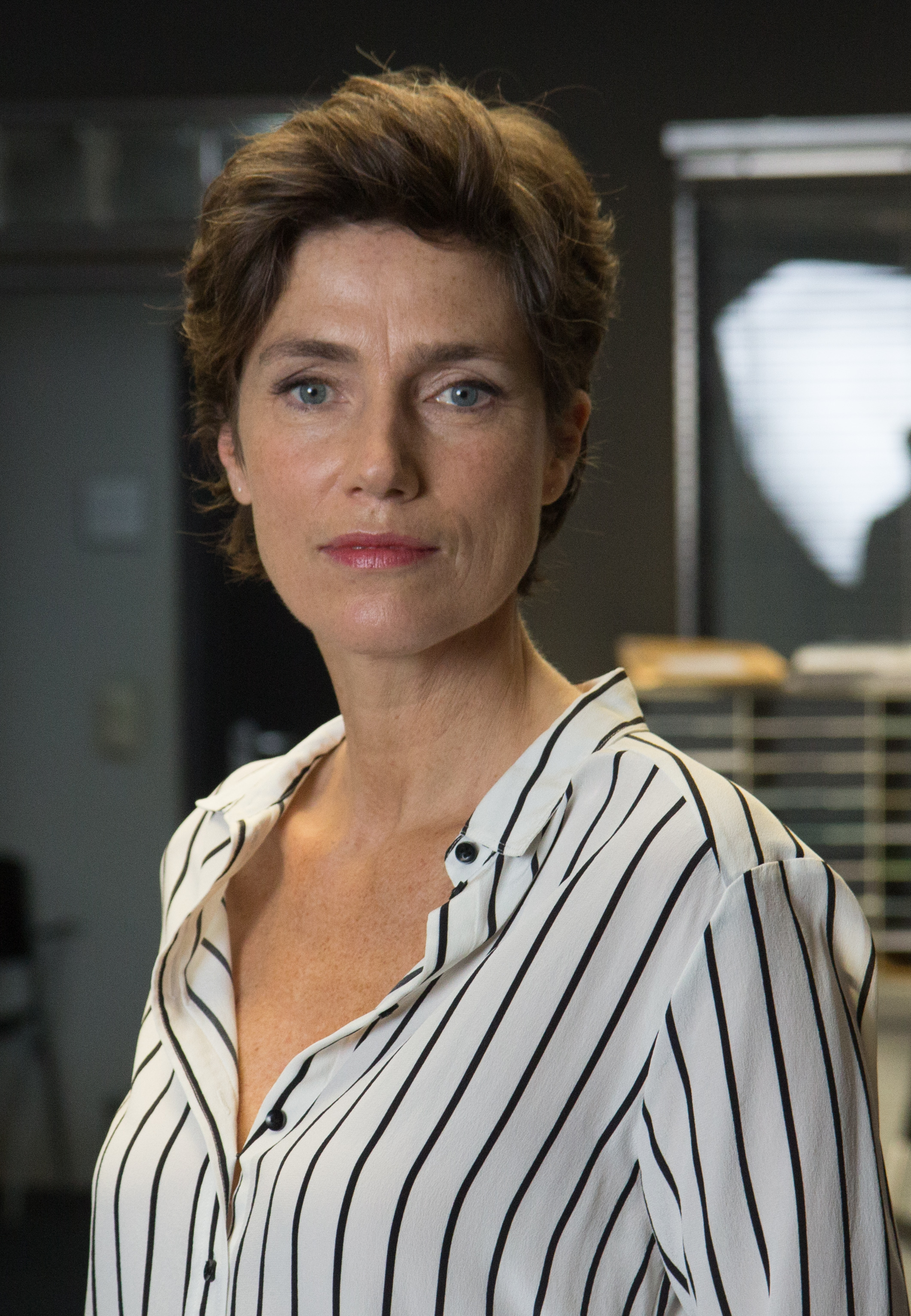
Julia Bremermann (2017)

Julia Bremermann (* 24. Mai 1967 in Bremen) ist eine deutsche Schauspielerin.

## Leben
Ihre Karriere als Schauspielerin startete Bremermann nach ihrer Ausbildung in Berlin, wo sie Anfang der 1990er-Jahre an verschiedenen Bühnen Theater spielte. Eine ihrer ersten Fernsehrollen war 1994 in Polizeiruf 110 (Keine Liebe, kein Leben) von Jan Ruzicka. Danach drehte sie die Fernsehserie Küstenwache (1997–1999) sowie die englisch-deutsche Science-Fiction-Serie Space Island One (1997/1998). Es folgten die Fernsehfilme Sweet Little Sixteen von Peter Patzak (1998) und die Titelfigur in der 3-teiligen Kriminalreihe Einsatz Mord – Kommissarin Fleming (1998–2000).
Unter der Regie von Gabi Kubach entstand 2004 die Verfilmung von Elke Heidenreichs Stoff Die schönsten Jahre. Es folgte die Serie Die Anwälte (2005–2006) von Miguel Alexandre und Züli Aladag und der Kinofilm Die drei Fragezeichen (2008). In neun Produktionen der Reihe Liebe, Babys und ein großes Herz stand sie von 2006 bis 2011 vor der Kamera. Im Herbst 2011 war Julia Bremermann unter anderem mit Episoden-Hauptrollen in den Kriminalfilmen Polizeiruf 110 (Ein todsicherer Plan) und Rosa Roth (Bin ich tot?) zu sehen. Ab 2017 spielte sie in der Fernsehserie Professor T. an der Seite von Matthias Matschke bei der Kripo Köln die Direktorin der Kriminalinspektion, Christina Fehrmann.
Julia Bremermann lebt mit ihrem Mann und den gemeinsamen zwei Söhnen in Berlin.

## Filmografie
- 1993: Durchreise – Die Geschichte einer Firma (Fernsehsechsteiler, 3 Folgen)
- 1994: Zu spät!? (Kurzfilm)
- 1994: Unsere Hagenbecks (Fernsehserie, 10 Folgen)
- 1994: Polizeiruf 110: Keine Liebe, kein Leben (Fernsehreihe)
- 1995: Wolffs Revier (Fernsehserie, Folge: Sommersprossen)
- 1995: Balko (Fernsehserie, Folge: Hotline)
- 1995: Die Tote von Amelung (Fernsehdreiteiler)
- 1996: Die Katze von Kensington
- 1996: Ein Hauch von Yvonne (Kurzfilm)
- 1997: Küstenwache (Fernsehfilm)
- 1997–1999, 2006: Küstenwache (Fernsehserie, 16 Folgen)
- 1998: Space Island One (Fernsehserie, 18 Folgen)
- 1999: Sweet Little Sixteen (Fernsehfilm)
- 1999: Mami, ich will bei Dir bleiben (Fernsehfilm)
- 2000: Die Traumprinzen (Fernsehfilm)
- 2001: Jetzt bringen wir unsere Männer um (Fernsehfilm)
- 2001: Tom und die Biberbande (Fernsehserie, 13 Folgen)
- 2001–2002: Einsatz Mord – Kommissarin Fleming (Fernsehdreiteiler)
- 2002: Wann ist der Mann ein Mann? (Fernsehfilm)
- 2002: Ninas Geschichte
- 2003: Broti & Pacek (Fernsehserie, Folge: Die Verschwörung)
- 2003: Dr. Sommerfeld – Neues vom Bülowbogen (Fernsehserie, Folge: Stille Not)
- 2003–2012: Die Rosenheim-Cops (Fernsehserie, verschiedene Rollen, 2 Folgen)
- 2004: Der Bulle von Tölz: Sport ist Mord (Fernsehreihe)
- 2004: Rosamunde Pilcher: Federn im Wind (Fernsehreihe)
- 2004: Der Landarzt (Fernsehserie, 2 Folgen)
- 2005: Der Pfundskerl: Giftbrühe (Fernsehreihe)
- 2005: Die schönsten Jahre (Fernsehfilm)
- 2005: Ein Fall für zwei (Fernsehserie, 2 Folgen)
- 2006–2020: Alarm für Cobra 11 – Die Autobahnpolizei (Fernsehserie, Folgen: Fieber, Schöne neue Welt)
- 2006: Inga Lindström: Das Geheimnis von Svenaholm (Fernsehreihe)
- 2006–2012: Liebe, Babys und ein großes Herz (Fernsehreihe, siehe Besetzung)
- 2008: Im Namen des Gesetzes (Fernsehserie, Folge: Kinderlos)
- 2008: Unschuldig (Fernsehserie, Folge: Maskenball)
- 2008: Meine liebe Familie (Fernsehzweiteiler)
- 2008: Die Anwälte (Fernsehserie, 8 Folgen)
- 2008: Unser Mann im Süden (Fernsehserie, Folge: Feuer und Flamme)
- 2008: Hallo Robbie! (Fernsehserie, Folge: Robbie und der Pelikan)
- 2009: Eine Liebe in St. Petersburg (Fernsehfilm)
- 2009: Die drei ??? – Das verfluchte Schloss
- 2009: Das Interview (Kurzfilm)
- 2010: Ihr Auftrag, Pater Castell (Fernsehserie, Folge: Sodom und Gomorrha)
- 2010: Countdown – Die Jagd beginnt (Fernsehserie, Folge: Der Bäcker war es)
- 2010: Der letzte Bulle (Fernsehserie, Folge: Bei Kuscheln Mord)
- 2010–2016: SOKO Köln (Fernsehserie, verschiedene Rollen, 2 Folgen)
- 2010: Inga Lindström: Prinzessin des Herzens
- 2011: Rosa Roth – Bin ich tot? (Fernsehreihe)
- 2011: Polizeiruf 110: Ein todsicherer Plan
- 2011: Stolberg (Fernsehserie, Folge: Abgezockt)
- 2011–2017: SOKO Stuttgart (Fernsehserie, verschiedene Rollen, 4 Folgen)
- 2012: SOKO Leipzig (Fernsehserie, Folge: Kind in Angst)
- 2013: Die Bergretter (Fernsehserie, Folge: Wilde Wasser)
- 2013: SOKO Donau (Fernsehserie, Folge: Nervenkrieg)
- 2013–2020: Morden im Norden (Fernsehserie, verschiedene Rollen, 2 Folgen)
- 2013: Eine unbeliebte Frau (Fernsehreihe)
- 2014: In aller Freundschaft (Fernsehserie, Folge: Auf dünnem Eis)
- 2015–2024: Bettys Diagnose (Fernsehserie, verschiedene Rollen, 2 Folgen)
- 2015: Notruf Hafenkante (Fernsehserie, Folge: Hans im Glück)
- 2016: Der Lack ist ab (Fernsehserie, Folge: #mitfreundenkochen)
- 2017: SOKO München (Fernsehserie, Folge: Sieg in den Genen)
- 2017–2022: Der Alte (Fernsehserie, verschiedene Rollen, 2 Folgen)
- 2017–2020: Professor T. (Fernsehserie, 16 Folgen)
- 2017–2021: Die Kanzlei (Fernsehserie, verschiedene Rollen, 2 Folgen)
- 2019: Inga Lindström: Ausgerechnet Söderholm
- 2019–2020: Gipfelstürmer – Das Berginternat (Fernsehreihe, 2 Folgen)
- 2021: Käthe und ich: Das Adoptivkind (Fernsehreihe)
- 2022: Die Kanzlei – Reif für die Insel (Fernsehfilm)
- 2022: Rosamunde Pilcher: Liebe ist unberechenbar
- seit 2022: Lena Lorenz (Fernsehreihe, 20 Folgen)
  - 2022: Freiheit
  - 2022: Perfekte Familie
  - 2022: Baby auf Probe
  - 2022: Mutterliebe
  - 2023: Lügenbaby
  - 2023: Schicksalsschlag
  - 2023: Krank vor Sorge
  - 2023: Gegen den Schmerz
  - 2024: Vertauscht
  - 2024: Harter Bruch
  - 2024: Kreuz und queer
  - 2024: Das Leben ist jetzt
  - 2024: Flaschenkind
  - 2024: Benita und Muck
  - 2025: Blick in den Spiegel
  - 2025: Gefährliche Liebe
  - 2025: Blinder Passagier
  - 2025: Das halbe Lottchen
  - 2025: Überväter
  - 2025: Vor aller Augen